# Toyonaka
Toyonaka (豊中市 Toyonaka-shi) là thành phố đô thị loại đặc biệt thuộc phủ Ōsaka, Nhật Bản.

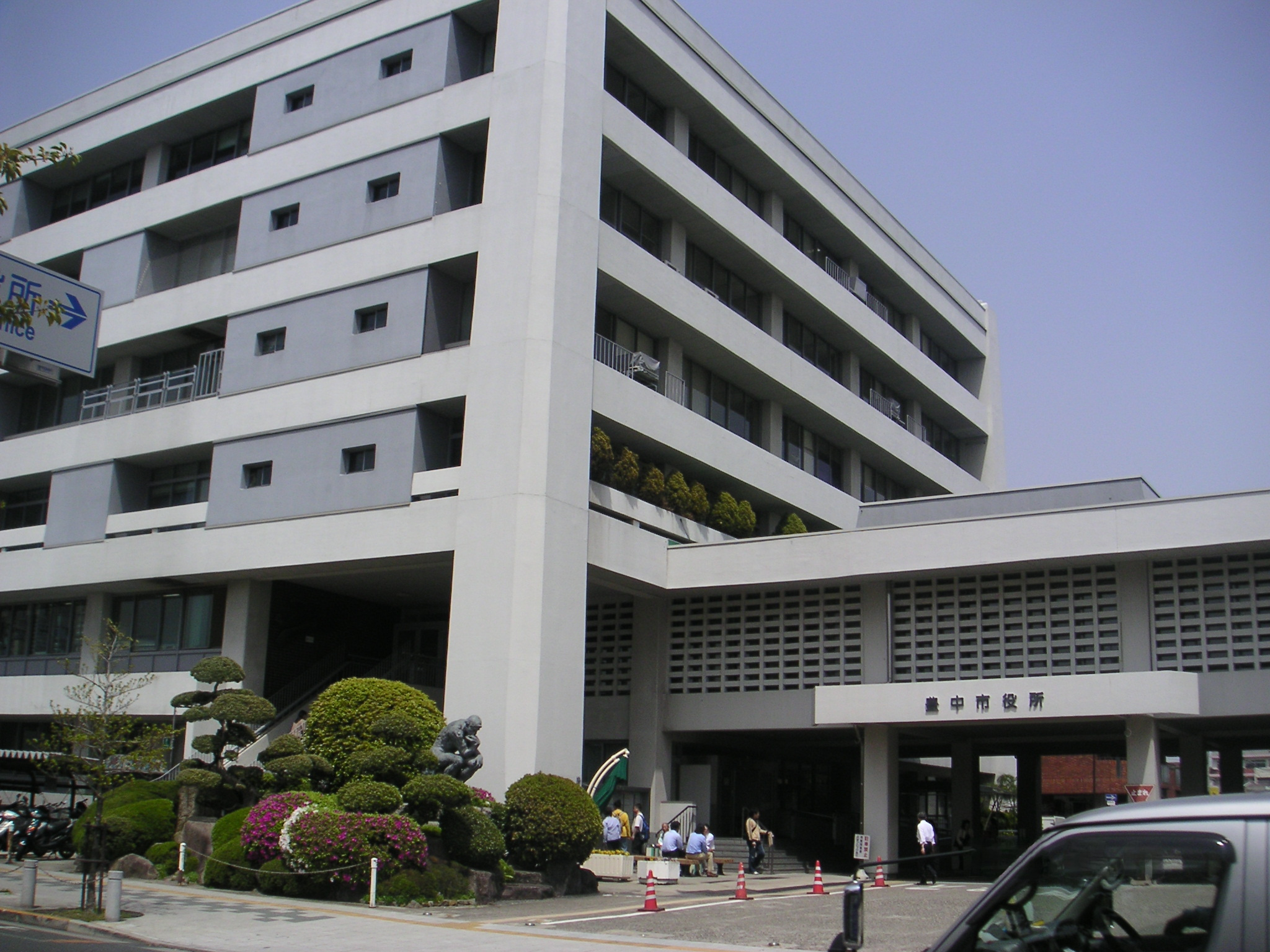
City Hall of Toyonaka

Thành phố nằm ở phía Bắc của tỉnh Osaka, cách thành phố Osaka chừng 15 km. Thành phố được xây dựng từ thập niên 1930 như một khu đô thị mới để hỗ trợ cho thành phố Osaka. Hiện thành phố rộng 36,38 km² và có 387.923 dân (ước ngày 1/8/2008).

## Giao thông vận tải

### Sân bay
Sân bay quốc tế Osaka có một phần nằm ở Toyonaka bao gồm cả nhà ga của nó, mặc dù nó thường có liên quan với thành phố Itami.

### Đường sắt
Đường sắt Kita-Osaka Kyūkō
- Senri-Chūō - Momoyamadai - Ryokuchi-kōen

 Đường sắt Hankyu Tuyến Hankyu Takarazuka
- Shōnai - Hattori-tenjin - Sone - Okamachi - Toyonaka - Hotarugaike

 Đường sắt một ray Osaka - Tuyến chính
- Sân bay Osaka - Hotarugaike - Shibahara-handai-mae - Shōji - Senri-Chūō

### Cao tốc
- Đường cao tốc Chūgoku
- Đường cao tốc Meishin
- Đường cao tốc Hanshin Tuyến 11 Tuyến Ikeda
- Quốc lộ 171
- Quốc lộ 176
- Quốc lộ 423
- Quốc lộ 479